# Kaes Van’t Hof
Kaes Van’t Hof (* 1. August 1986 in Newport Beach, Kalifornien) ist ein ehemaliger US-amerikanischer Tennisspieler.

## Karriere
Van’t Hof ist der Sohn von Betsy und Robert Van’t Hof. Sein Vater war ebenfalls Tennisprofi und Kaes und Robert waren das erste Vater-Sohn-Paar, welches beide die Intercollegiate Singles Championship gewinnen konnten. Kaes bekam ein Stipendium an der University of Southern California und machte dort 2008 seinen Abschluss im Fach Business Administration.
Im Jahr 2008 stieg er ins Profitennis ein. Schon 2006 wurde ihm im Doppel des Turniers in Los Angeles eine Wildcard fürs Doppel zuerkannt. Dort unterlag er an der Seite von Sam Querrey bei seinem ersten Match auf der ATP Tour. In seinem ersten Profijahr schaffte er auf der drittklassigen ITF Future Tour im Einzel seinen einzigen Titelgewinn, während er im Doppel zwei Turniere gewann. 2009 gewann er drei Doppel-Titel. Sein erstes Profijahr konnte er im Einzel auf Platz 735 der Tennisweltrangliste abschließen, das er im Folgejahr noch einmal bis auf Platz 605, sein Karrierehoch, steigern konnte. Im Doppel war er deutlich erfolgreicher: 2009 stand er viermal im Finale eines Challenger-Turniers. In Savannah und Sarasota jeweils mit Harsh Mankad, in Vancouver mit Ramón Delgado sowie  in Binghamton mit Carsten Ball. Darüber hinaus bekam er 2008 eine Wildcard für das Doppel der US Open (mit Michael McClune) genau wie ein Jahr später (mit Ryan Harrison). Beide Male überstand er das Auftaktmatch. Ende 2009 war Van’t Hof mit Platz 155 am höchsten im Doppel platziert. Ab 2010 spielte er keine Turniere mehr.
Nach seiner aktiven Karriere ging der US-Amerikaner in die Wirtschaft und arbeitet seit 2019 für das Unternehmen Diamondback Energy als Finanzvorstand.